# 아트타임즈 TV
《아트타임즈 TV》(arttimes TV)는 대한민국의 대표적인 문화예술 인터넷신문에서 운영하는 인터넷 TV 동영상 스트림 서비스이다.

## 개요
《아트타임즈 TV》는 2009년 창간된 서울시에서 정식인허가를 받은 인터넷문화예술신문에서 운영하는 인터넷 TV 동영상 스트림 서비스이다. 인터넷일간신문 《소셜타임즈》에서 아트섹션을 더욱 특화하여 재창간한 것이다. 인터넷주소는 https://web.archive.org/web/20140218094457/http://www.thearttimes.so/%EC%9D%B4%EB%8B%A4.
문화예술계의 각 분야를 다루고 있으며, 문화계의 다양한 목소리를 담고자 노력을 하고 있다. <<아트타임즈 TV>>는 미술평론가와 문화평론가, 화가, 음악가, 건축가, 디자이너, 광고전문가등 크리에이티브 영역에서의 전문가와 실무자들에 대한 생생한 동영상 기사들을 주로 다루고 있다.
아트타임즈는 아트타임즈, arttimes 라고 부르고 있는데, 아트 타임즈 art times로 표기되기도 한다. "Life is Art"가 캐치프레이즈라고 한다.

## 역사
<<아트타임즈>>는 원로들의 지혜와 젊은 영혼의 패기를 바탕으로 아트계의 비전인사이트를 목표로 하고 있기 때문에 문화예술계의 원로인사, 온라인 아트마케팅 전문가, 평론가에게서 다방면의 자문을 받고 있다. 또한 젊은 작가와 작가지망생에서 원로작가와 문화계 인사들, 주류와 비주류등 거침없이 현장 인터뷰를 진행하고 있다.

## 현재

### 저널외 활동
대한민국의 미술계를 포함하여 디자인계, 연극 공연계, 사진계, 아트인접분야까지도 아우르며 일반인들이 문화예술계에 동참할 수 있도록 다양한 문화이벤트를 기획하고 한다.